# Valkhof
Het Valkhof is tegenwoordig een bekend park in Nijmegen in de Nederlandse provincie Gelderland. Het is gelegen aan de rand van het stadscentrum op een kleine heuvel, de Valkhofheuvel. 
Het huidige park werd begin 19e eeuw aangelegd en is in de loop van die eeuw verder vormgegeven. De plek zelf kende echter al in de oudheid menselijke bewoning.

## Etymologie
De plek wordt in 1639 door Isaac van Geelkercken eerst vermeld als Het Valckhoff, en tien jaar later door Joan Blaeu als  Valckhof. De benamingen Buitenhof en Hofberg komen tot en met de 19e eeuw ook voor.
Waar de naam Valkhof precies vandaan komt, is niet zeker. Het tweede deel, "hof", lijkt oorspronkelijk betrekking te hebben gehad op een bijgebouw waar vermoedelijk dieren werden gehouden. Een van de opgevoerde verklaringen is dat Lodewijk de Vrome in de 9e eeuw valken zou hebben gehouden op de voorplaats van het hof van de toenmalige palts. De naam Valkhof zou in dat geval dus ook al uit die tijd dateren. De plek waar dit gebouw stond kwam dan mogelijk weer niet precies overeen met het terrein dat tegenwoordig als "het Valkhof" wordt geduid. Echter, de namen Valkhof en Valkhofburcht dateren volgens de huidige inzichten pas op z'n vroegst  uit de 14e eeuw. Ze verwezen waarschijnlijk inderdaad naar de valkerij die er in die tijd werd beoefend.
Anderen zien er eerder een verbastering in van 'Frankenhof', 'Vahalenhof' of zelfs 'Waalhof'.

## Beschrijving en ligging
Het Valkhofpark wordt gekenmerkt door groene gazons, oude bomen en kronkelende wandelpaden.  
Het bevat enkele historische overblijfselen, die tegenwoordig zijn aangewezen als rijksmonument. Dit zijn met name de Sint-Nicolaaskapel, een romaanse kapel uit de 11e eeuw, en de zogenoemde Barbarossa-ruïne, beide restanten van de middeleeuwse burcht. 
Het park biedt daarnaast panoramische uitzichten over de stad en de rivier  de Waal.
Het park is via een loopbrug direct verbonden met het Kelfkensbos-plein. Hieronder bevindt zich een parkeergarage. Ook is het Museum Het Valkhof hier gelegen, met daarachter het Hunnerpark.
De Burchtstraat loopt vanaf het Valkhof naar het echte centrum van de stad.

## Voorgeschiedenis
Omstreeks het begin van de christelijke jaartelling was er op de heuvel een Romeins legerkamp (castrum) gevestigd. Nabij dit kamp lag (zo maakt men althans op uit de  Historiae van Tacitus) in dezelfde tijd de nederzetting Oppidum Batavorum. De ligging daarvan werd omstreeks 1923 door de archeoloog Mathé Daniëls ruwweg  gesitueerd vanaf het Valkhof tot waar nu het keizer Traianusplein is. Omstreeks het jaar 100 zou iets westelijker Ulpia Noviomagus Batavorum verrijzen, een Romeinse stad. Omstreeks 270 n.Chr. moet deze stad weer zijn verlaten, de Romeinen vestigden zich toen voor enige tijd opnieuw op het Valkhof. 
In de 5e eeuw kwam het gebied in Merovingische handen. De Gertrudiskerk, waarschijnlijk de allereerste parochiekerk die Nijmegen ooit gehad heeft, moet in de 7e eeuw dan wel begin 8e eeuw aan het Valkhof zijn gebouwd, wellicht op de plek waar later de Voerweg is aangelegd. Deze kerk moet omstreeks 1254 weer zijn afgebroken (de nog altijd bestaande Stevenskerk in het echte centrum kwam ervoor in de plaats).
Reeds in de vroege middeleeuwen speelde het Valkhof, volgens de overlevering, een belangrijke rol in de geschiedenis van zowel Nijmegen als het hele toenmalige Frankische rijk. Karel de Grote zou hier rond 777 een van zijn paltsen – die verspreid binnen zijn rijk lagen – hebben laten bouwen. In de eerste paar eeuwen daarna vervulde deze palts een belangrijke rol als bestuurlijke residentie. De Valkhofpalts werd rond 880 voor het eerst verwoest door de Noormannen, om daarna weer te worden herbouwd. In 1047 liet Godfried II van Opper-Lotharingen de palts uiteindelijk definitief platbranden, tijdens een opstand tegen keizer Hendrik III.

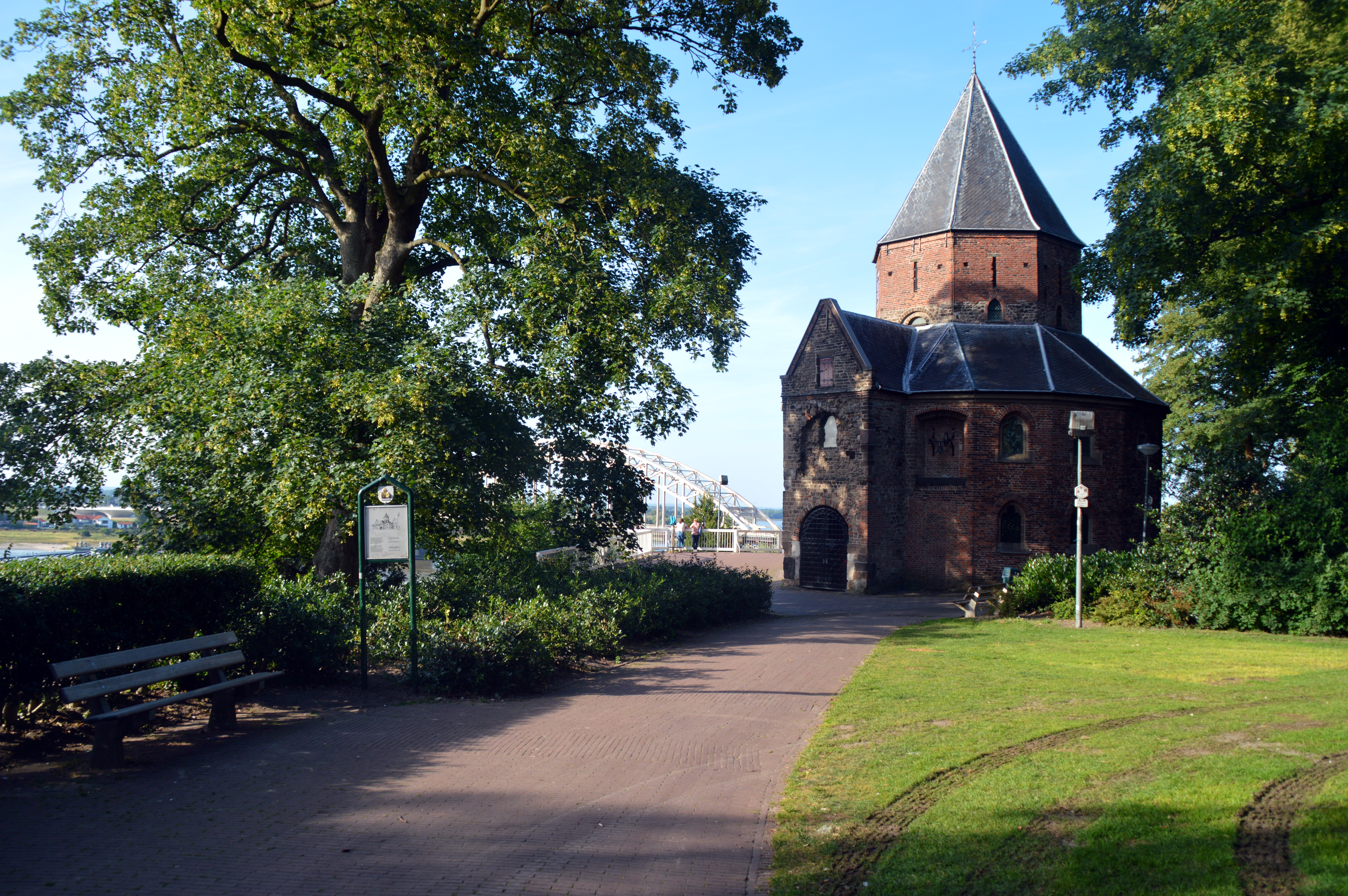
De Sint-Nicolaaskapel, anno 2014

Vanaf de 12e tot het eind van de 18e eeuw stond aan het Valkhof de Valkhofburcht, die zowel een belangrijke defensieve als een bestuurlijke functie voor de hele stad had. Tussen 1152 en 1155 bouwde keizer Frederik I Barbarossa wallen en muren om de nederzetting die in de eeuw daarna uitgroeide tot de stad Nijmegen. Barbarossa moet in deze tijd ook de burcht hebben voltooid, blijkens een gedenktekst uit 1155.
Toen keizer Frederik II en zijn zoon Koenraad van de troon vervallen werden verklaard door paus Gregorius IX, greep graaf Otto II van Gelre deze gelegenheid aan om zich de burcht eigen te maken. Rooms-koning Willem II van Holland wilde zijn rechten op de burcht laten gelden, maar kon de onkosten die graaf Otto gemaakt had niet terugbetalen. Aldus verpandde Willem II de hele stad Nijmegen met haar onderhorigheden, inclusief de burcht, voor '16000 mark zilvers' aan graaf Otto, totdat deze som door de rooms-koning zou zijn terugbetaald. De stad bleef echter rijksstad en stond dus formeel nog altijd onder bescherming van het Heilige Roomse Rijk. 
Vanaf 1450-1500 ten slotte ontstond het burchtcomplex zoals dat op veel kaarten en prenten uit de eeuwen daarna te zien is (vooral de Donjon was zeer gezichtsbepalend).
Tijdens het beleg van 1794 drongen de Fransen tot aan de Maas en Waal door: op de burcht werd onder de leiding van Frederik van York vergaderd of de stad verdedigd moest worden. Op 27 oktober begonnen de Fransen een aanval op de voorposten bij Neerbosch. Op 2 november kwam de prins met zijn zoon langs. De bestuurders en magistraten verlieten de stad op 5 november, deels om bestuursredenen, deels uit lafheid. De Fransen beschoten vervolgens met groot geschut de stad, waarbij naar alle waarschijnlijkheid ook de burcht beschadigd raakte. Op 8 november verliet het garnizoen de stad en trokken de Fransen binnen.
De Valkhofburcht werd op 9 februari 1796 voor f 90.400 verkocht en is vervolgens goeddeels afgebroken, op de hierboven genoemde overblijfselen na.

## Het huidige park

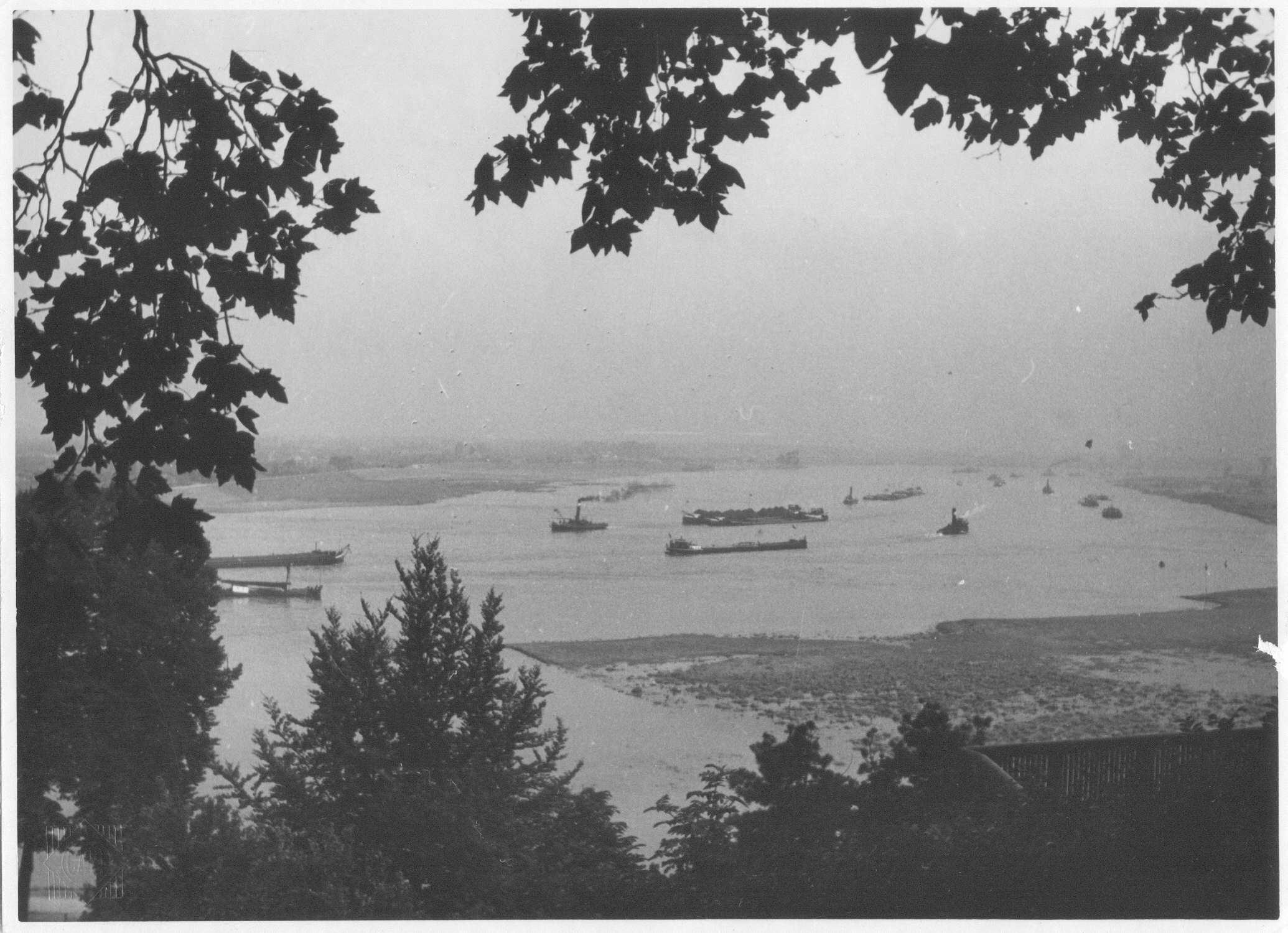
De Waal gezien vanaf het Valkhof in 1925 (foto door Kees Ivens)

Het park werd rond 1800 op vernieuwende wijze in Engelse stijl ontworpen door J.D. Zocher Sr. Zocher liet bij de ruïnes ook treurwilgen planten. Zo'n 30 jaar later paste Hendrik van Lunteren het ontwerp van het park ingrijpend aan; van het oorspronkelijke ontwerp van Zocher is hierdoor tegenwoordig niet veel meer zichtbaar. 
Na de stadsuitbreiding van 1878 gaf de Vlaamse tuinarchitect Lieven Rosseels het park in 1886 nogmaals vrij drastisch opnieuw vorm. Er kwam nu ook een brug over de Voerweg naar het Kelfkensbos, naar een ontwerp van Jan Jacob Weve.
Tijdens de Tweede Wereldoorlog werden er tegen de heuvel aan drie bunkers gebouwd, die door de Duitse bezetters werden gebruikt. Twee van de drie bunkers zijn in 1980 weer afgebroken. De Valkhofbunker bestaat nog, deze is gerestaureerd en is tegenwoordig een monument. Het park zelf liep geen zware oorlogsschade op.
In 1980 werd op het Kelfkensbos een Romeinse godenpijler van keizer Tiberius gevonden. 
In 1999 werd hier het Museum Het Valkhof geopend, naar een ontwerp van Ben van Berkel. 
Anno 2018 werd een Stauferstele opgericht op het Valkhof.

### Belangenvereniging en geplande restauraties

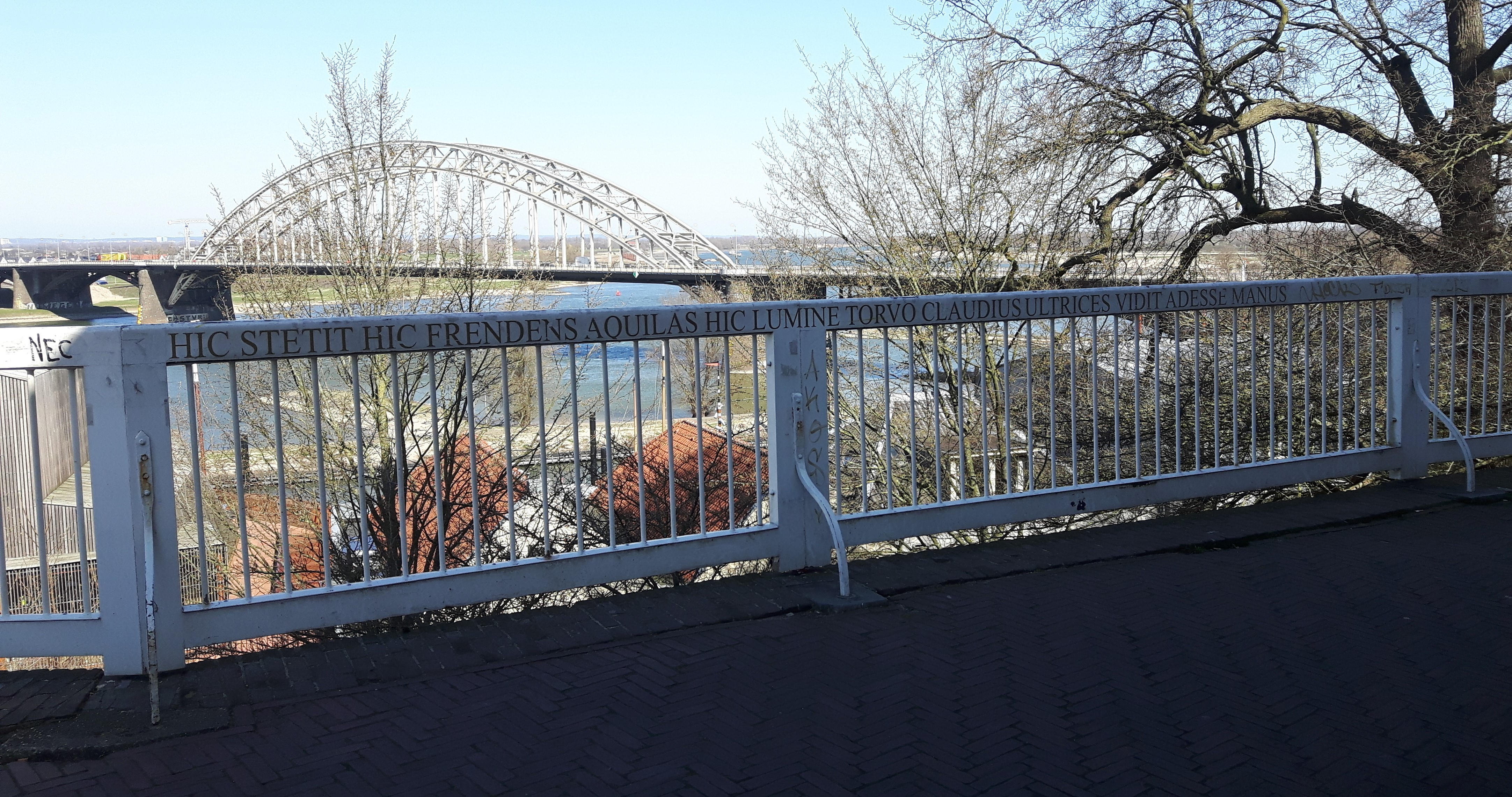
Balustrade met Latijnse tekst

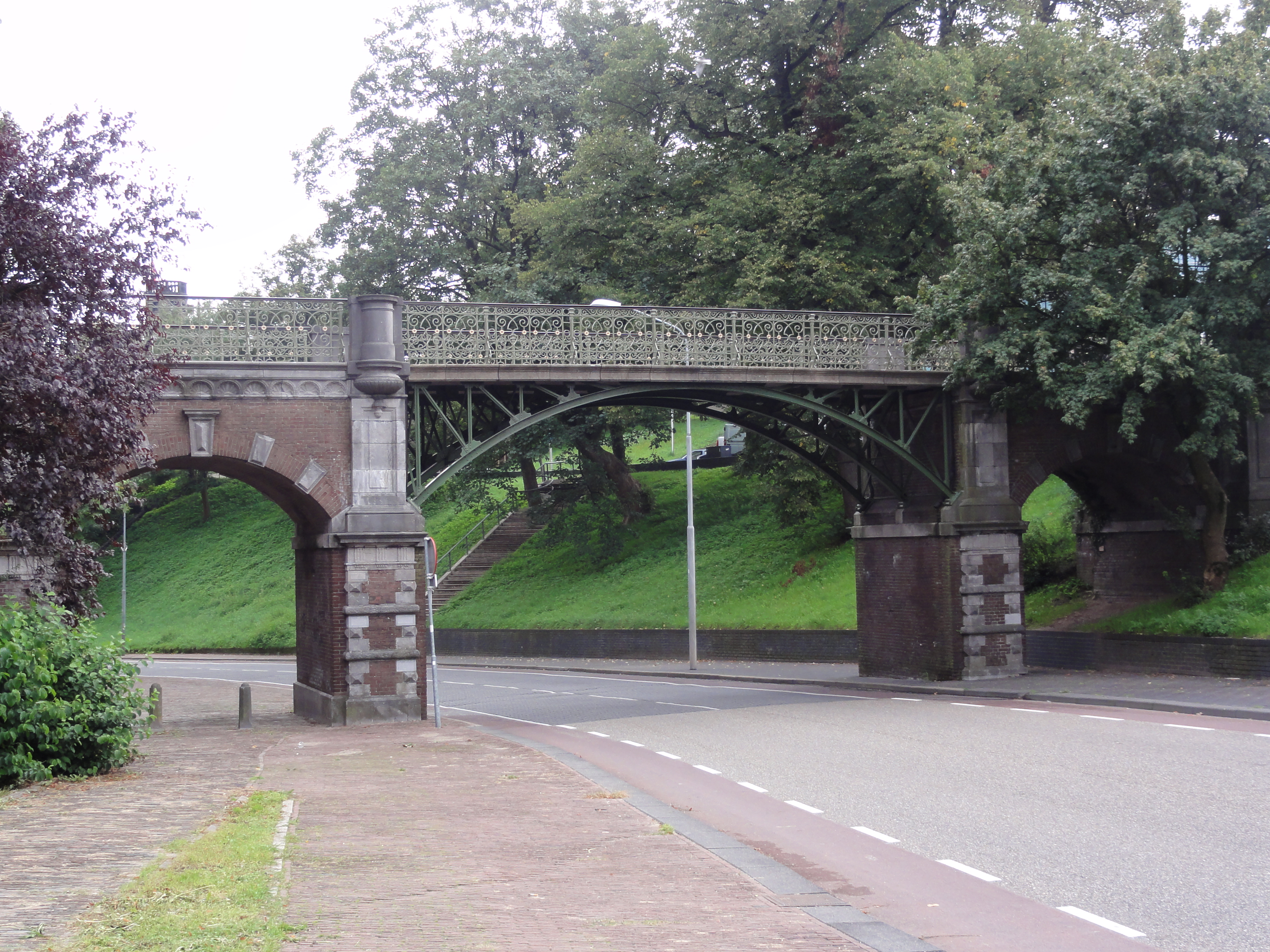
Voetgangersbrug over de Voerweg tussen het Valkhof en het Kelfkensbos

In 1978 werd de Valkhofvereniging opgericht, die zich ten doel stelt de resten van het Valkhof te beschermen en toegankelijk te maken. 
In de periode 2005-2018 werden er meerdere plannen op tafel gegooid om de burcht (in ieder geval de donjon) te herbouwen, maar geen daarvan heeft het uiteindelijk gehaald. Men was bang dat de rest van het Valkhof hierdoor te veel van zijn waarde als een van de oudste Nederlandse stadsparken zou verliezen. Eind 2018 is er definitief een streep gegaan door het plan om de donjon te herbouwen.

### Evenementen
Het park is sinds de jaren 90 de belangrijkste locatie van het muziekfestival De Affaire.

### Latijnse inscripties
Twee balustrades aan de noordzijde zijn voorzien van Latijnse teksten, die eerder werden verwijderd en later weer zijn herplaatst.
 

De eerste tekst, op een balustrade bij de Sint-Nicolaaskapel, is van Constantijn Huygens. Deze tekst luidt: 
Hic stetit, hic frendens Aquilas, hic lumine torvo Claudius ultrices vidit adesse manus
("Hier stond Claudius en zag hij knarsetandend met grimmige blik de adelaars en de wrekende troepen naderen")
De andere tekst is een versregel uit Johannes Smetius' Nijmegen, stad der Bataven: 
Quem dabis, haec possit qui dare cuncta, locum?
("Welke plaats zult gij tonen die deze [vier rivieren] tezamen kan tonen?").

## Rijksmonument
Het Valkhof vormt samen met de Barbarossa-ruïne en de Sint-Nicolaaskapel rijksmonument nummer 31192.

## Afbeeldingen

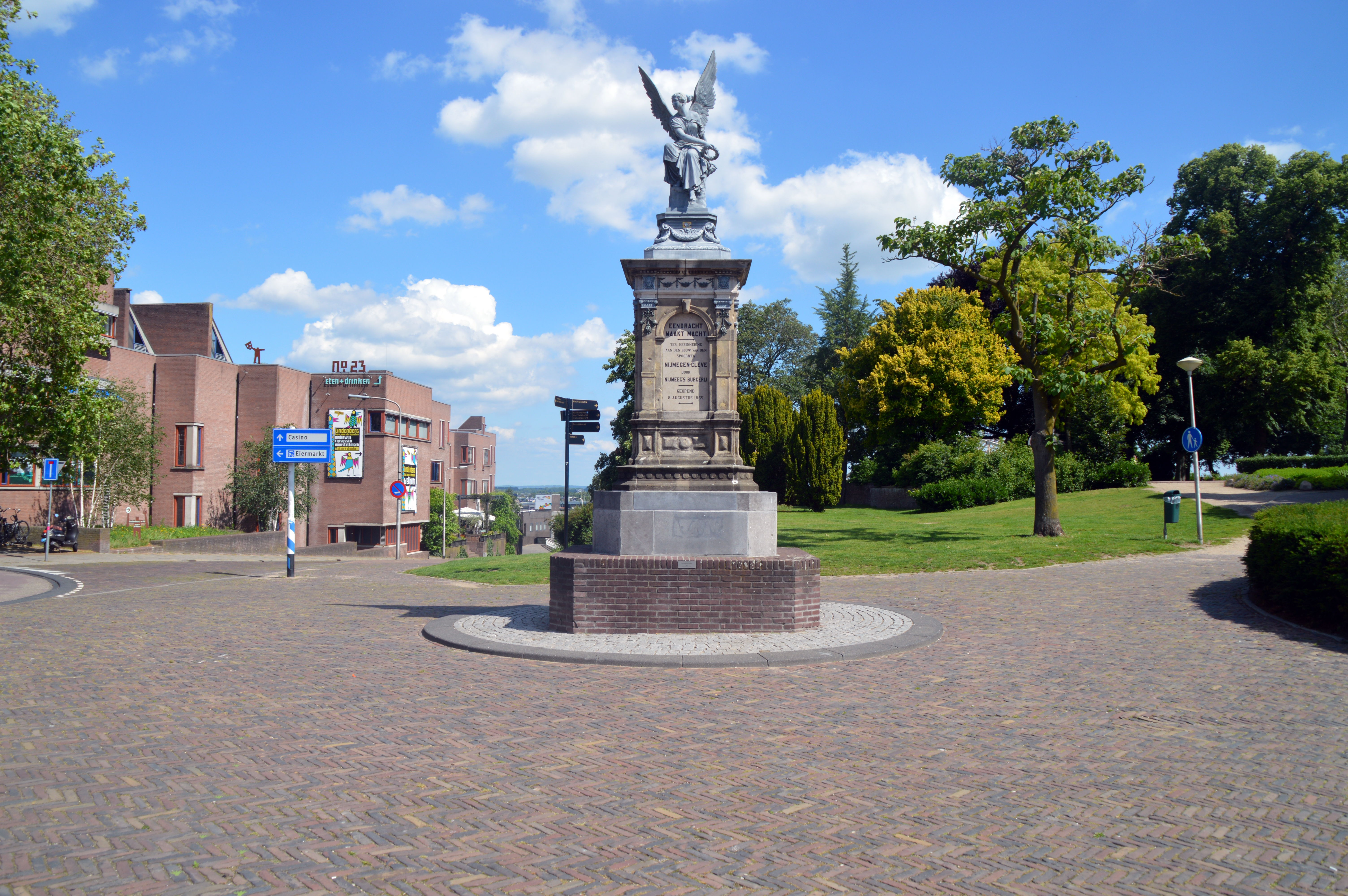
Spoorwegmonument
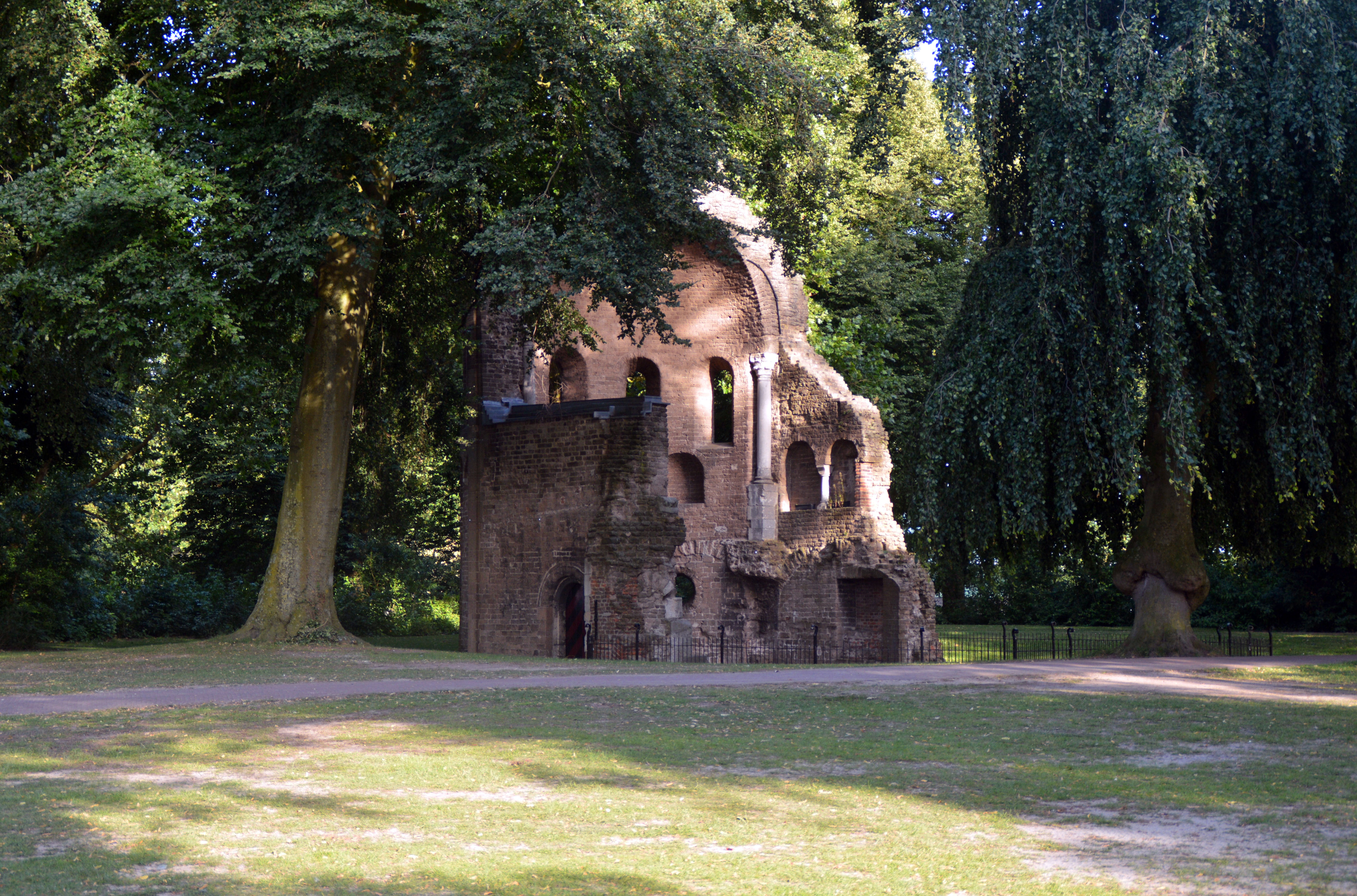
Barbarossa-ruïne
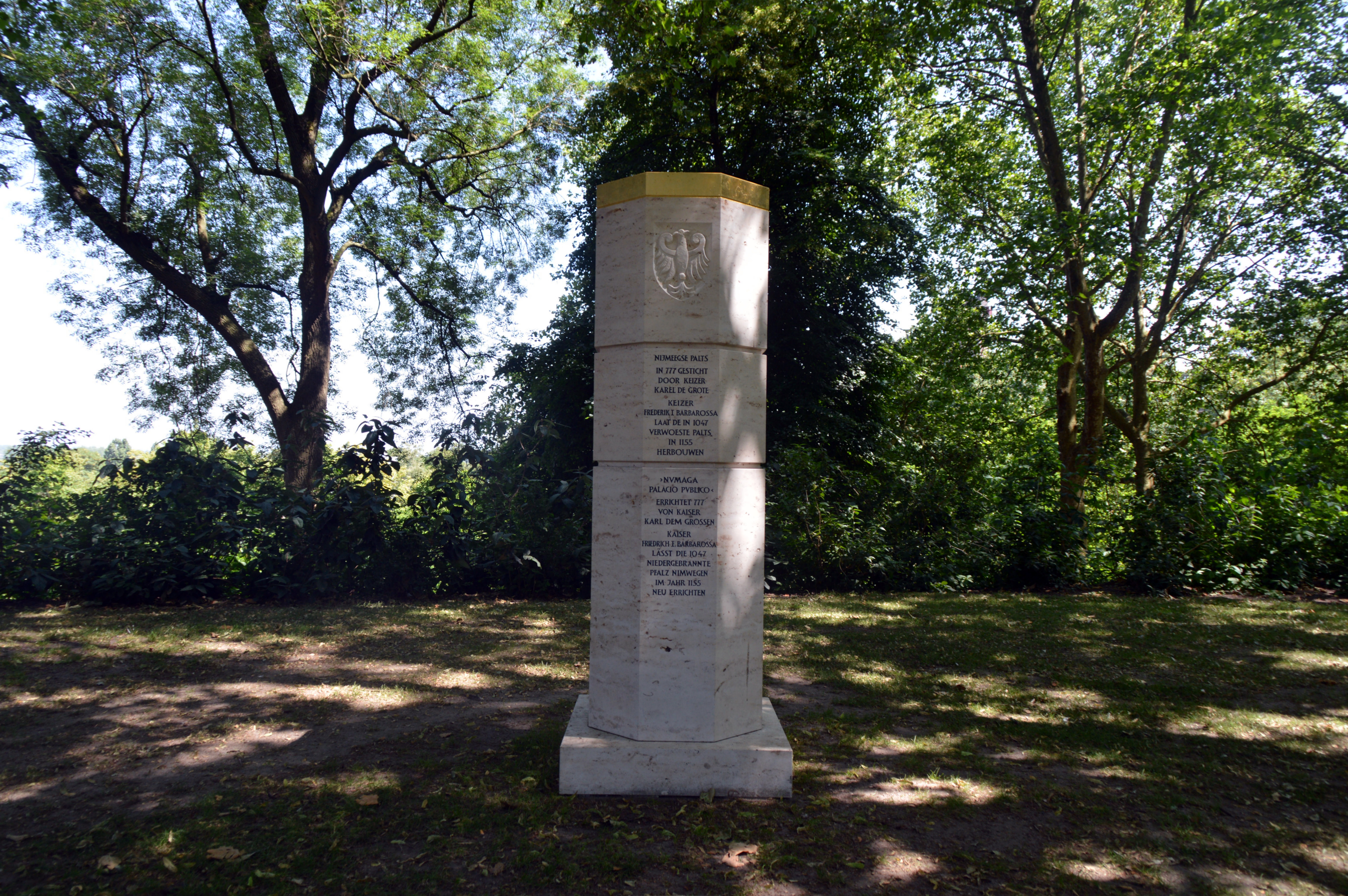
Stauferstele